# Groov’sches Loch

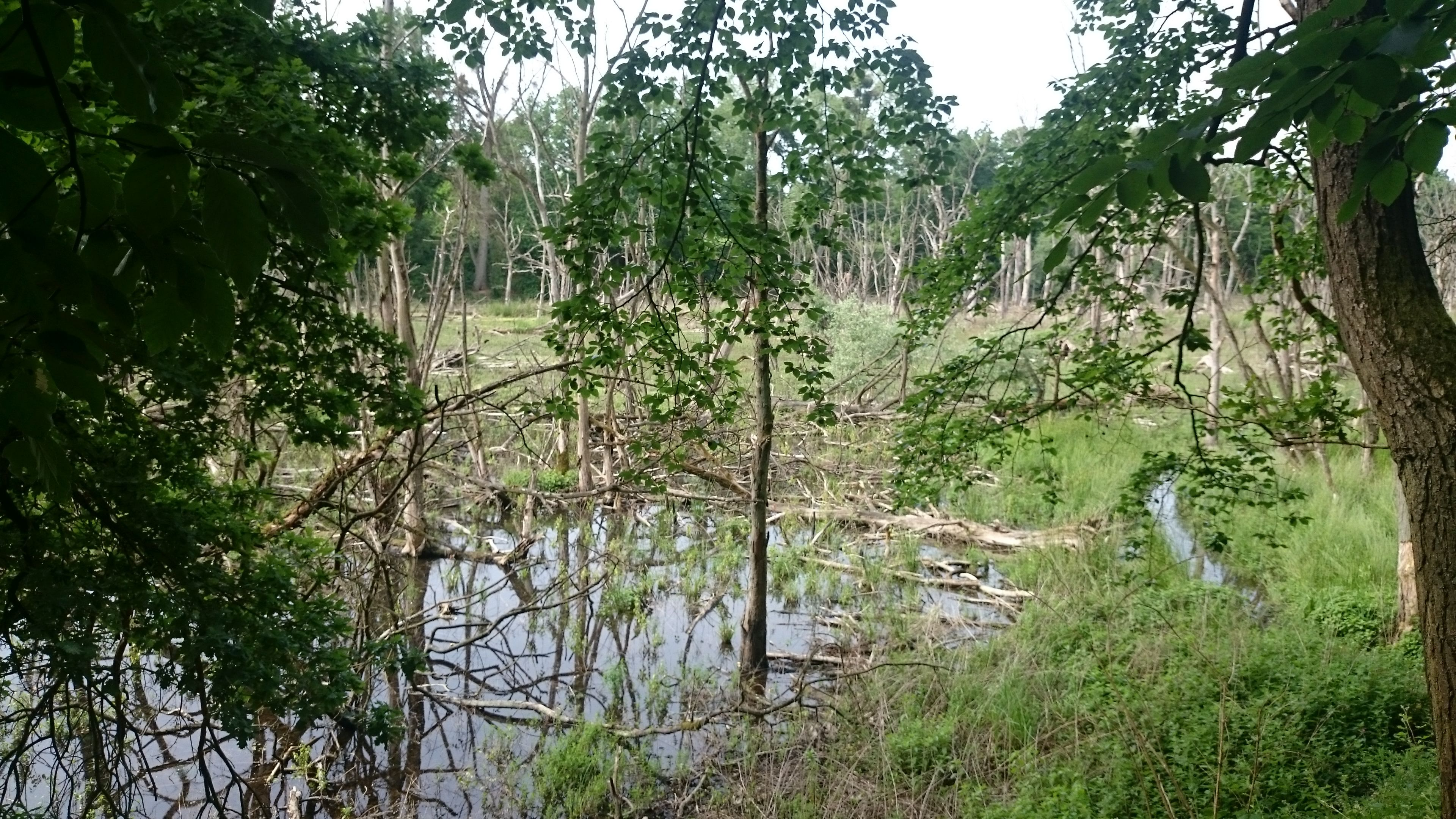

Das Groov’sche Loch ist ein wechselfeuchtes Feuchtgebiet mit einem Auwald aus Weiden in einer ehemaligen Aussandung im Reuschenberger Busch in Neuss bei Reuschenberg. Es entstand aus einer ehemaligen Tongrube, welche zu einem mit Wasser gefüllten Baggerloch wurde. Dieses gehörte zum Park der Familie Groove. Es ist heute Lebensraum für Fische, Vögel und Amphibien. Es speist sich durch Wassereinleitung von der Obererft, die über einen Schieber gesteuert wird.
Im November 2015 mussten über 200 Fische (186 Karpfen, 26 Welse und einige Karauschen) von Bürgern zur Rettung in den Silbersee überführt werden, nachdem das Gewässer wegen Bauarbeiten am Epanchoir trockengefallen war. Der Wasserzufluss der Obererft selbst wird durch das Empellement geregelt.